# Geraldo Resende
Geraldo Resende Pereira (Córrego Danta/MG, 20 de abril de 1955) é um médico e político brasileiro e ex-secretário de estado de Saúde de Mato Grosso do Sul.

## Biografia
Filho de Mario Batista Pereira (já falecido) e Hermenegilda Resende Pereira. Ainda garoto, veio com sua família para Dourados. Estudou na Escola Presidente Vargas e conciliava o trabalho de picolezeiro, engraxate, vendedor de frutas e gráfico com os estudos. Concluiu o então Científico e mudou-se para Fortaleza, no Ceará. Geraldo se formou médico em julho de 1982 na Universidade Federal do Ceará, tendo feito especialização em Ginecologia-Obstetrícia pelo Hospital das Clínicas da FMRP-USP, Ribeirão Preto (SP), em 1988.
Em 1991, decidiu concorrer a uma vaga na Câmara de Vereadores de Dourados. Eleito vereador em 1992, foi reeleito em 1996. Em 1998, foi eleito deputado estadual e no ano de 2000, atendendo um chamado do então governador, assumiu o cargo de secretário de Estado de Saúde.
Em 2003, Geraldo foi eleito deputado federal. Geraldo integrou a Frente Parlamentar da Saúde e ajudou aprovar a Emenda Constitucional N.º 29. Também votou favorável à regulamentação dessa emenda, que estabelece o que é e o que não pode ser considerado investimento em saúde.
Foi reeleito deputado federal em 2014, para a 55.ª legislatura (2015-2019).
Votou a favor do Processo de impeachment de Dilma Rousseff. Posteriormente, votou a favor da PEC do Teto dos Gastos Públicos. Em abril de 2017 foi favorável à Reforma Trabalhista. Em agosto de 2017 votou contra o processo em que se pedia abertura de investigação do então Presidente Michel Temer, ajudando a arquivar a denúncia do Ministério Público Federal.
Voltou ao cargo de secretário de estado de Saúde em janeiro de 2019, a convite do governador Reinaldo Azambuja.

## Filiações partidárias
- 1981-1988 - Partido do Movimento Democrático Brasileiro (PMDB)[5]
- 1989-1997 - Partido da Social Democracia Brasileira (PSDB)[5]
- 1997-2007 - Partido Popular Socialista (PPS)[5]
- 2007-2016 - PMDB[5]
- 2016 - atual - PSDB